# Virgel

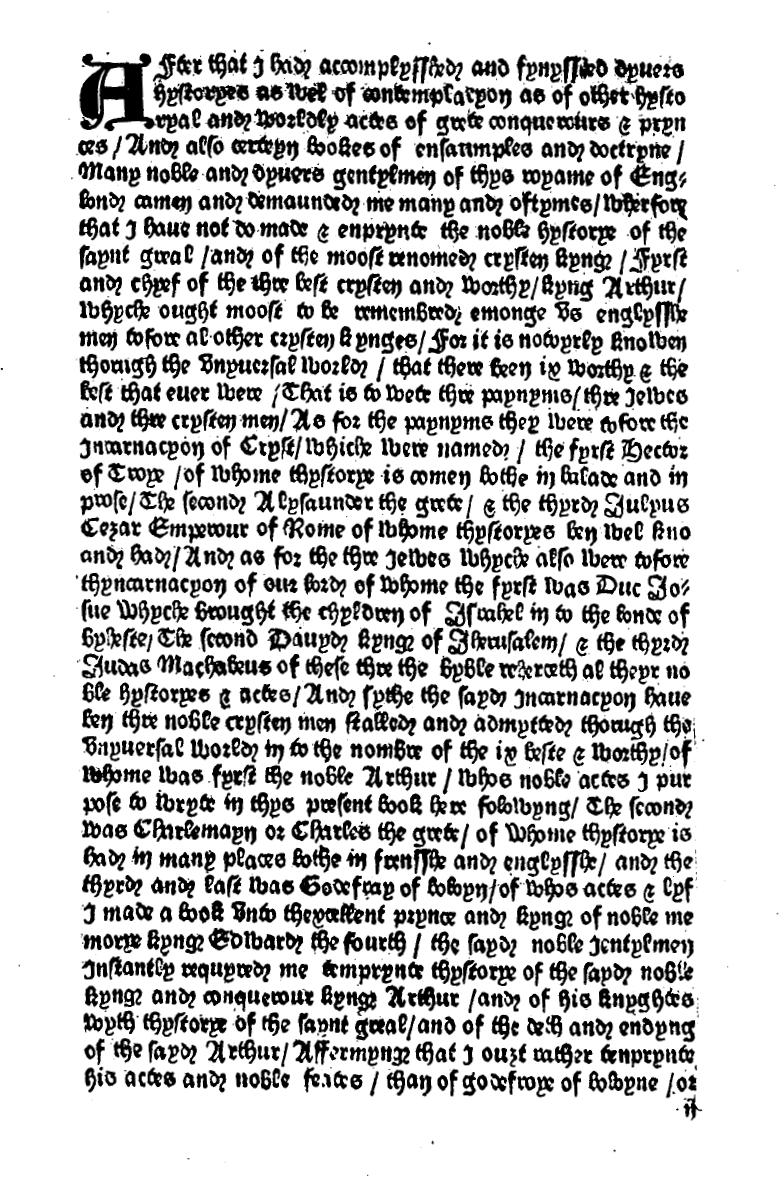
Die Virgel als einziges Satzzeichen: Erste Seite aus William Caxtons Ausgabe von Sir Thomas Malorys Le Morte Darthur. London 1485.

Virgeln sind die Schrägstriche, die früher zur Gliederung von Sätzen verwendet wurden und die heute in dieser Funktion durch Kommata ersetzt sind, was bis heute im Französischen und Italienischen anklingt (französisch virgule / italienisch virgola ‚Komma‘). Der Gebrauch von Virgeln beschränkte sich dabei auf in Fraktur gesetzte Texte. Selbst in diesen wurde allerdings darauf geachtet, dass hinter einem in Antiqua gesetzten Wort (etwa einem französischen Lehnwort, das traditionell nicht in Fraktur, sondern in Antiqua gesetzt wurde) ein Komma und keine Virgel erschien.
Im Lauf des 18. Jahrhunderts verkürzten die meisten deutschsprachigen Drucker die Virgeln auf die Länge von Kommata.
Virgeln verwendet man heute noch, wenn man Gedichtzeilen in einem Fließtext wiedergibt, um den Wechsel der Verszeilen anzuzeigen. Außerdem werden sie in Gesangbüchern verwendet, um Pausen oder auf einen Atem gesungene Abschnitte zu bezeichnen.

## Virgeln in der Plandarstellung
Zumindest in Österreich bezeichnet man als Virgel auch eine Z- oder S-förmige Klammer, mit der in Vermessungs- und Flächenwidmungsplänen dargestellt wird, dass zwei Flächen beiderseits einer Trennlinie (Nutzungsgrenze, Gebäudekante usw.) zum gleichen Grundstück gehören.